# Discomorpha howdenorum
Discomorpha howdenorum es una especie de insecto coleóptero de la familia Chrysomelidae.
Fue descrita científicamente en 2006 por Borowiec.